# Yuba (comida)

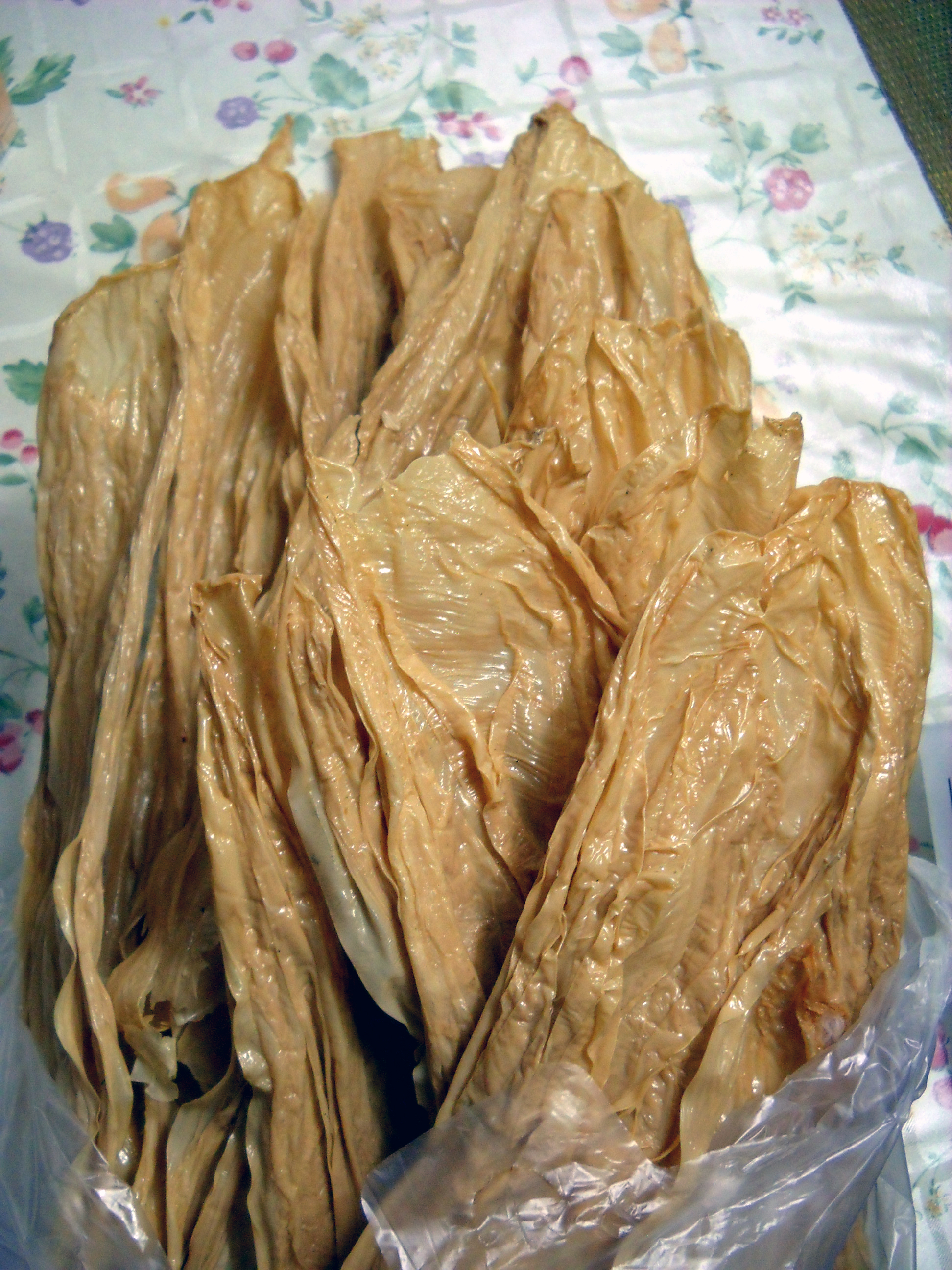
Yuba

Yuba ou casca de tofu é um produto alimentício feito de soja. Durante a fervura do leite de soja, em um recipiente raso e aberto, uma película se forma na superfície do líquido. Essa película é coletada e seca transformando-se em uma lâmina amarelada conhecida como yuba. Como o yuba não é produzido usando um coagulante, ele não é tecnicamente um tofu. No entanto, ele tem uma textura e sabor semelhantes a alguns produtos de tofu.
Os primeiros usos do yuba em registros históricos na China e no Japão datam do século XVI. Ele é amplamente usado fresco, fermentado ou seco, tanto na cozinha japonesa quanto na chinesa.

## História
Uma referência escrita antiga ao yuba apareceu em 1587 no Japão no Matsuya Hisamatsu chakai-ki (Diário de três gerações das cerimônias de chá da família Matsuya). O escritor, Matsuya Hisamasa simplesmente diz que o yuba é a lâmina que se forma em cima do leite de soja.
Outras referências escritas ao yuba apareceram por volta daquela época na China no Bencao Gangmu  de Li Shizen. Essa obra foi concluída em 1578, mas não foi publicada até 1596. O capítulo 25 afirma:
Se uma lâmina deveria se formar na superfície do leite de soja quando ele é aquecido no processo de produção do tofu, ela deve ser retirada e seca para dar origem ao doufu pi que é um ingrediente delicioso. Original {{{{{língua}}}}}: p. 303, 323— Primeiramente citado por H.T. Huang 2000
Uma terceira referência conhecida ao yuba aparece em 1695 no Japão no Ben Zhao Shi Jian (Wade–Giles: Pen Chao Shih Chien [Um Espelho da Comida na Dinastia, 12 volumes]. Este livro foi escrito por Hitomi Hitsudai no Japão, em chinês. Quando os japoneses leem os caracteres chineses para yuba, doufu-lao, eles pronunciam tōfu no uba. Uba significa "mulher velha" ou "ama de leite".

## Preparação

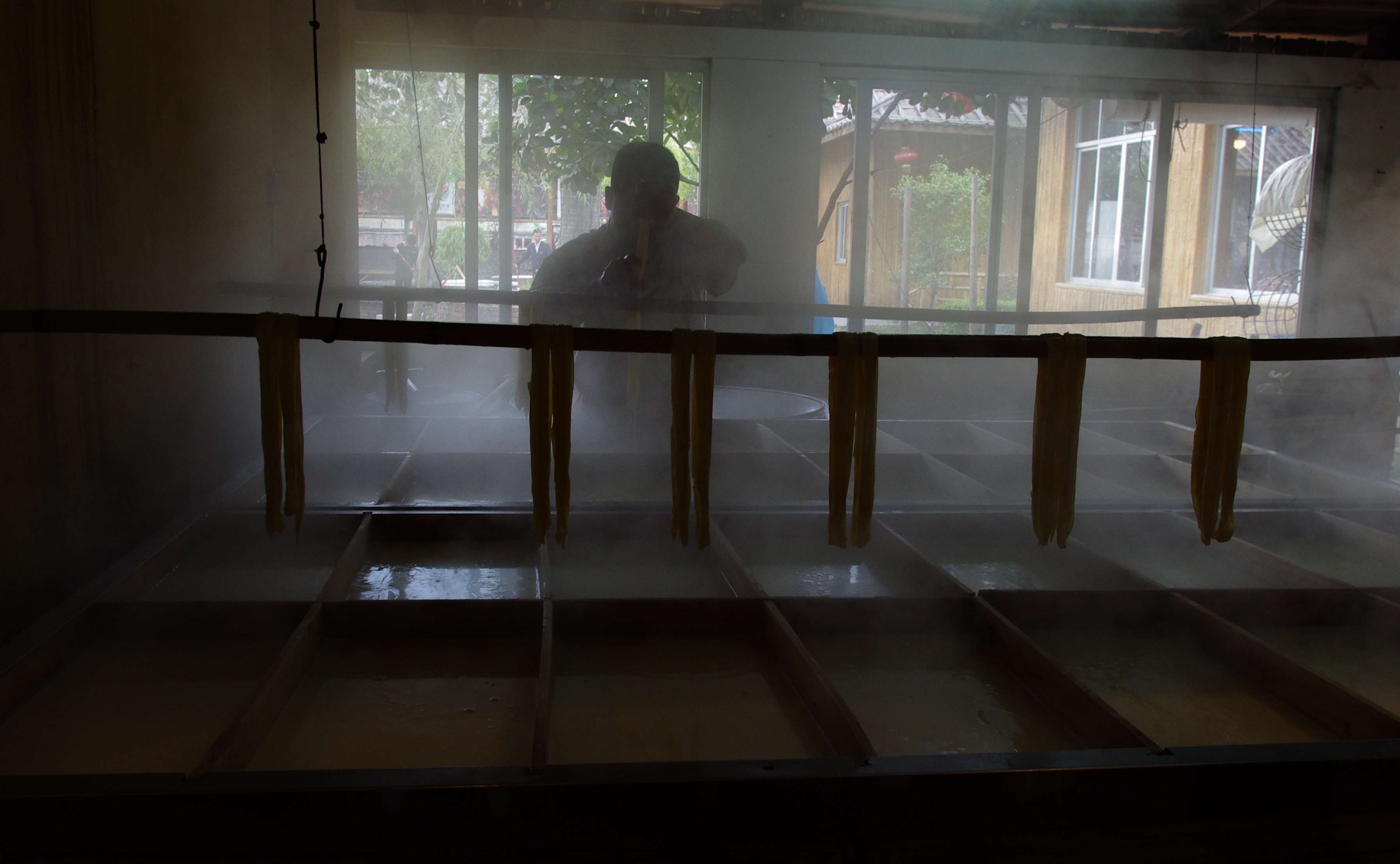
Um trabalhador em uma fábrica de yuba retirando a casca de pequenos baldes e secando-a

O yuba pode ser comprado fresco ou seco. No segundo caso, o yuba é reidratado em água antes de ser utilizado. Ele é normalmente usado para embrulhar o dim sum.
Devido à sua textura levemente elástica, o yuba é também fabricado de forma agrupada e misturada, sendo utilizado como um substituto da carne na culinária vegetariana. O yuba pode ser embrulhado e então dobrado novamente nele mesmo para fazer o dòu baō (chinês: 豆包, literalmente "pacote de tofu "). Eles são normalmente fritos para dar uma casca mais firme antes de ser cozinhado mais uma vez.

## Formas

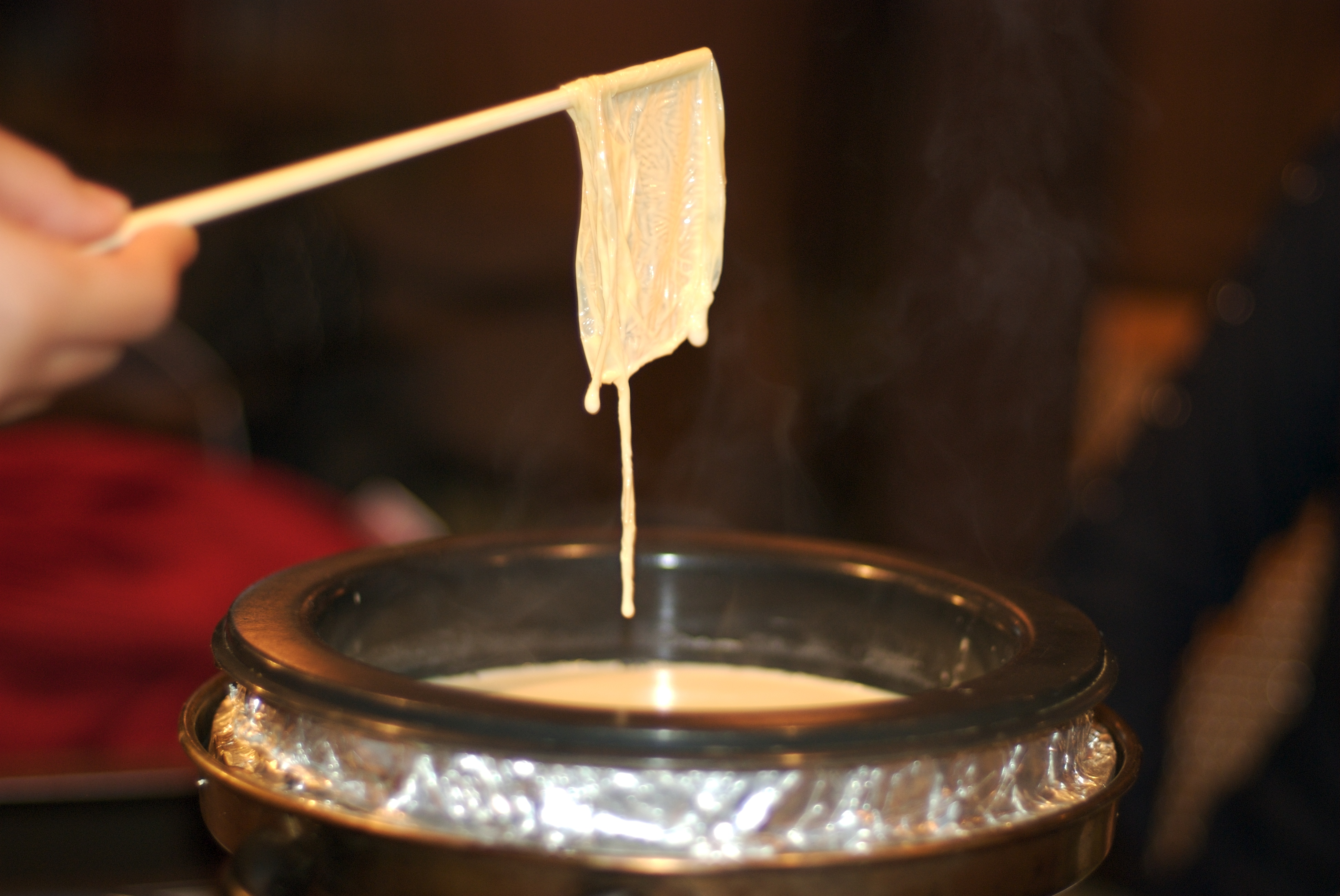
Fazendo yuba ao retirar a casca do leite de soja quente

### Fresco, meio-seco e seco
Há três formas básicas de fazer o yuba. Cada uma tem muitas variedades.

### Palitos de yuba secos Fuzhu
O yuba também pode ser seco e vendido como palitos secos de yuba (chinês: 腐竹, pinyin: fǔ zhú, lit. bambu de tofu). Acomodando ou juntado yuba fresco ou yuba rehidratado, e em seguida amarrando-o firmemente e fazendo uma estufa, os palitos secos de yuba irão preservar sua forma original. Esse yuba agrupado é chamado de tofu de frango (chinês tradicional: 豆雞, pinyin: dòu jī; ou chinês tradicional: 素雞, pinyin: sù jī). Na culinária tailandesa, ele é chamado de fawng dtâo-hûu (em tailandês:  ฟองเต้าหู้, do inglês foam, espuma, logo, literalmente, espuma de tofu).

### Alternativa à carne
Ao agrupar e amassar as lâminas de uma certa maneira, uma imitação de peito de frango pode ser criada com o yuba. O efeito é concluído ao fritar o lado da "pele" do frango de tofu até ele ficar crocante. Se recheado com vegetais, ele se torna um "pato de tofu". Da mesma forma, várias outras alternativas à carne foram feitas desse jeito, especialmente por restaurantes vegetarianos budistas em regiões de cultura chinesa.
As primeiras imitações de carne do mundo foram desenvolvidas na China, provavelmente por cozinheiro budistas em templos e monastérios. O processo mais antigo de fazer essas carnes sem carne consistiam de enrolar fatias finas de doufupi, literalmente pele de tofu, em volta de um recheio de pedaços de yuba temperados, picados ou defumados, amarrando o pacote com barbante e cozinhando a vapor até que se desenvolvesse um sabor e textura parecidos com o da carne.

### "Tronco"
Outros métodos incluem enrolar o yuba firmemente em um hashi e cozinhá-lo para formar uma espécie de tronco. Quando o tronco é fatiado, cada fatia terá uma forma circular com um buraco quadrado no centro, que se parece uma moeda chinesa antiga.

## Galeria

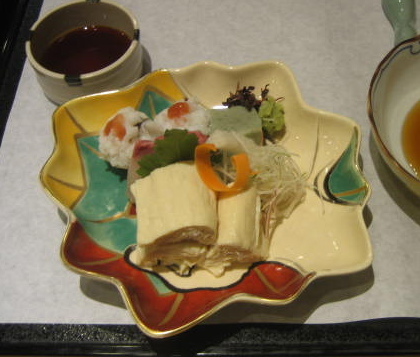
Yuba servido como um prato principal em Kyoto
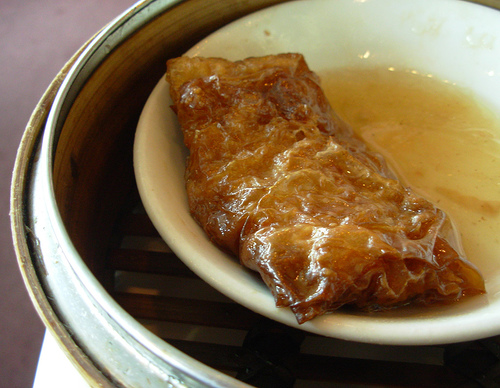
Rolo de yuba na culinária do dim sum
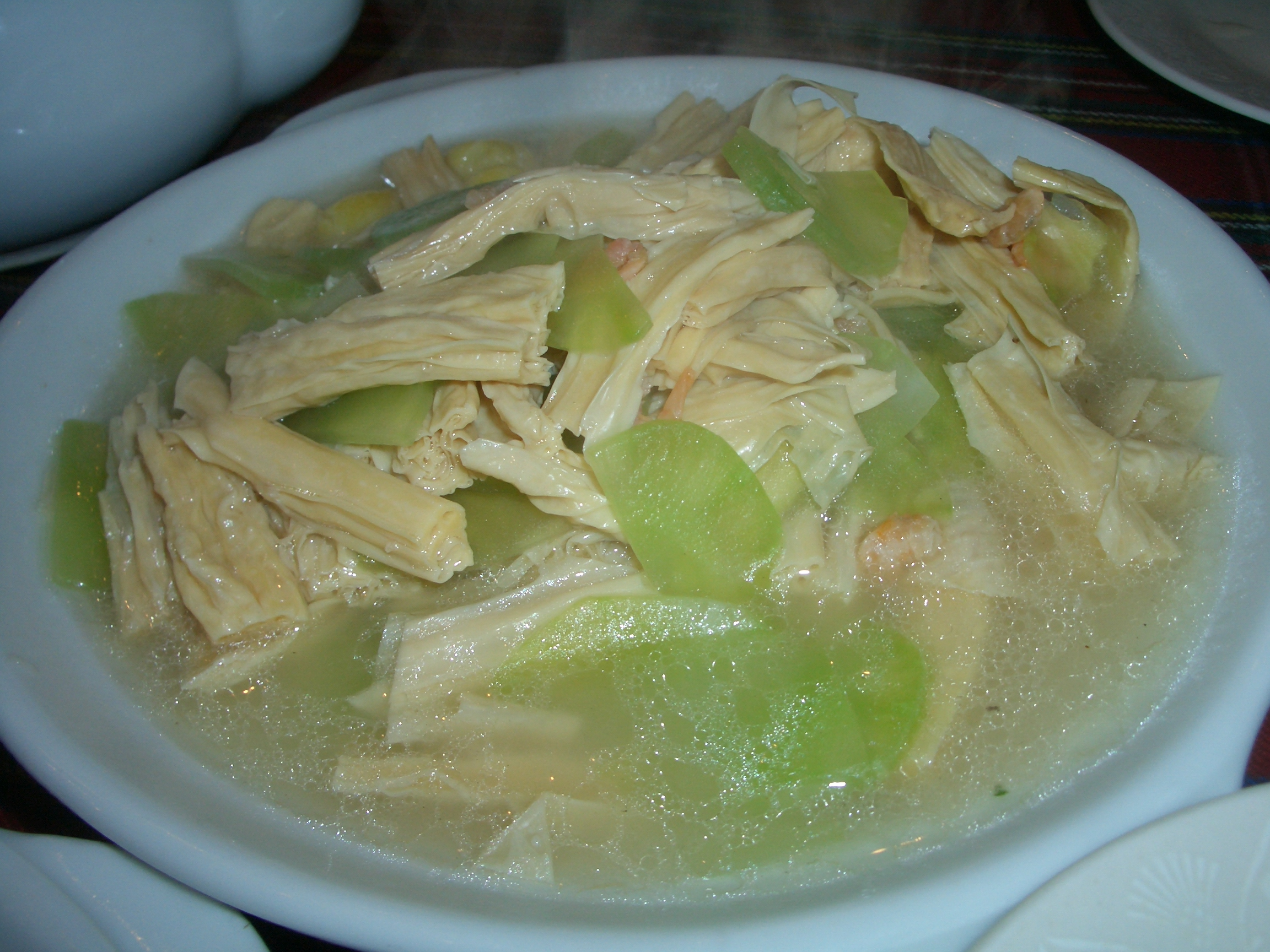
Em formato de vara, como uma refeição
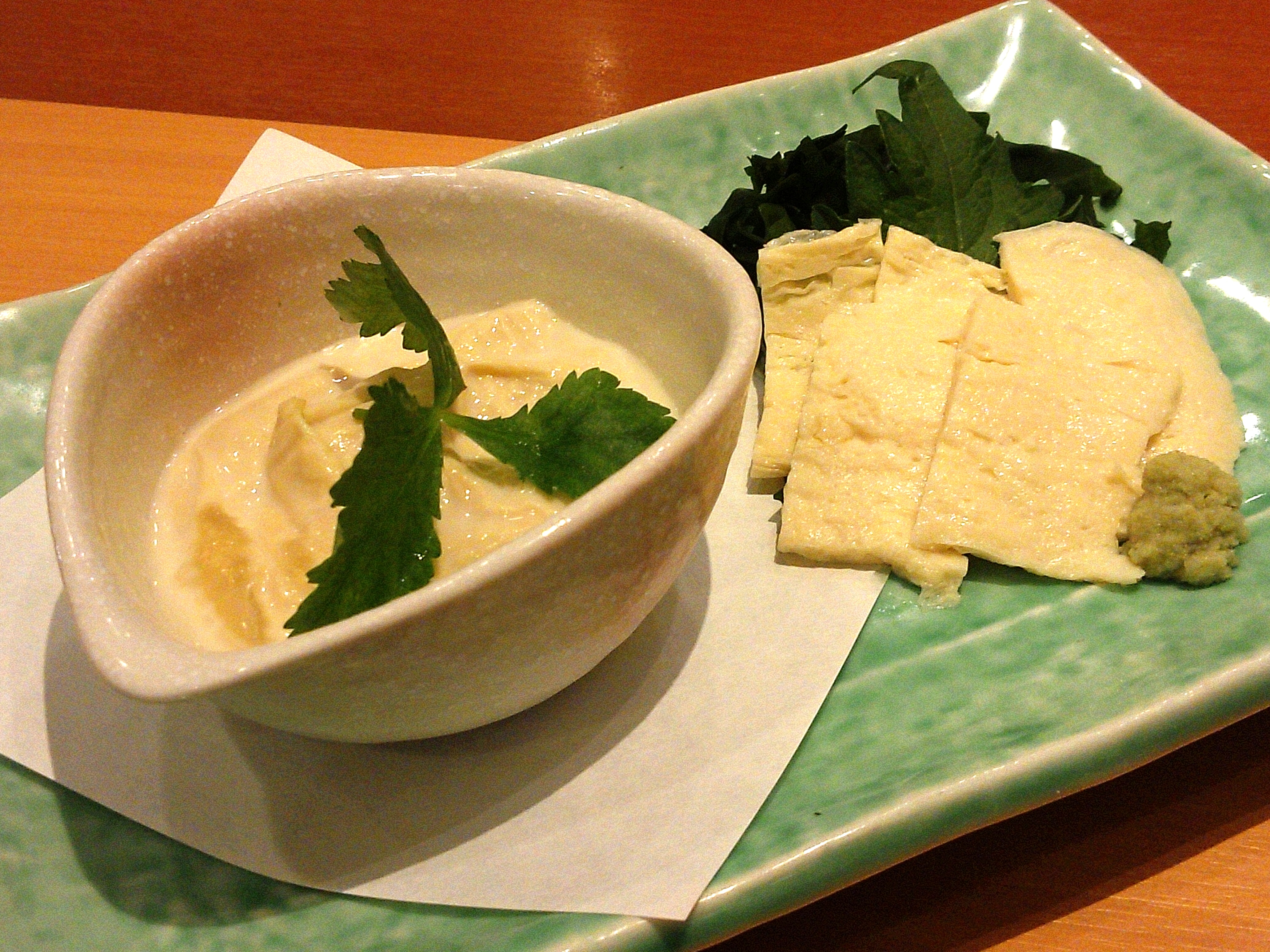